# Aeroporto Internacional de Navegantes
O Aeroporto Internacional de Navegantes - Ministro Victor Konder (IATA: NVT, ICAO: SBNF) é um aeródromo civil público brasileiro, situado no município de Navegantes, no estado de Santa Catarina, que serve toda a região do Vale do Itajaí. Foi batizado em homenagem ao ministro dos Transportes do Governo Washington Luís, Víctor Konder.
Ocupa uma posição estratégica para o desenvolvimento econômico e turístico de Santa Catarina, pois atende municípios com forte presença industrial e turística, como Blumenau, Itajaí, Brusque, Rio do Sul, Balneário Camboriú e Itapema. Em média movimenta cerca de um milhão de passageiros ao ano. Opera diariamente das 06h às 24h.
Em abril de 2021, o governo federal levou a leilão o aeroporto. Nesta ocasião, a Companhia de Participações em Concessões (CPC), do grupo CCR, representada por sua subsidiária CCR Aeroportos, arrematou o lote de nove aeroportos no Sul do Brasil, chamado de "Bloco Sul", o qual compreende quatros aeroportos do Paraná, dois aeroportos em Santa Catarina e três aeroportos do Rio Grande do Sul, num contrato de trinta anos.

## Projeto de ampliação
O projeto da Infraero de reforma e ampliação existia desde 2009 e compreendia um novo terminal de passageiros. À época, porém, houve um grande salto no número de passageiros e o plano foi suspenso por estar obsoleto antes mesmo da execução. Revisto entre 2010 e 2011, a obra foi novamente reavaliada para a nova demanda. 
Por meio da Infraero, o governo federal entregou no dia 24 de maio de 2021 a reforma, ampliação e modernização do terminal de passageiros e a nova torre de controle.
Com um investimento de R$ 61,7 milhões do Fundo Nacional de Aviação Civil (Fnac), o novo terminal chegou a 13,6 mil metros quadrados e a nova sala de embarque ficou cinco vezes maior, com área total de 2,8 mil metros quadrados. As melhorias incluem ainda uma nova sala de embarque internacional, climatização de todo o terminal, instalação de novas esteiras de restituição de bagagens, elevadores e escadas rolantes, além de mais seis sanitários e da ampliação da área de check-in.
A modernização permitiu ampliar as áreas comerciais, bem como o espaço dos órgãos públicos e a infraestrutura básica do aeroporto, como sistemas de energia elétrica e abastecimento de água. Também foi entregue uma nova torre de controle, que conta com equipamentos modernos de navegação aérea, promovendo melhorias operacionais e de segurança.

## Características
- Latitude: S26º52'49.9"
- Longitude: O48º38'57.6"
- Sítio aeroportuário: área de 680.633.30 m²
- Terminal de passageiros: 13.698 m²
- Sala de embarque: 2.857 m²
- Sala de embarque internacional: 567 m²
- Sala de desembarque: 1.458 m²
- Pista: dimensões(m): 1.701 x 45 (Suporte: 33/F/A/X/T)
- Pátio de aeronaves: 20.276 m²
- Estacionamento de aeronaves comerciais: 6 posições
- Estacionamento de aeronaves de asas rotativas: 4 posições
- Aviação geral de acordo com a composição: 6 a 15 posições
- Piso: A
- Sinalização: S
- Capacidade/ano: 3,5 milhões de passageiros
- Balcões de check-in: 22 posições
- Estacionamento de veículos: 344 vagas
- Área comercial: 2.119 m²

## Movimento operacional

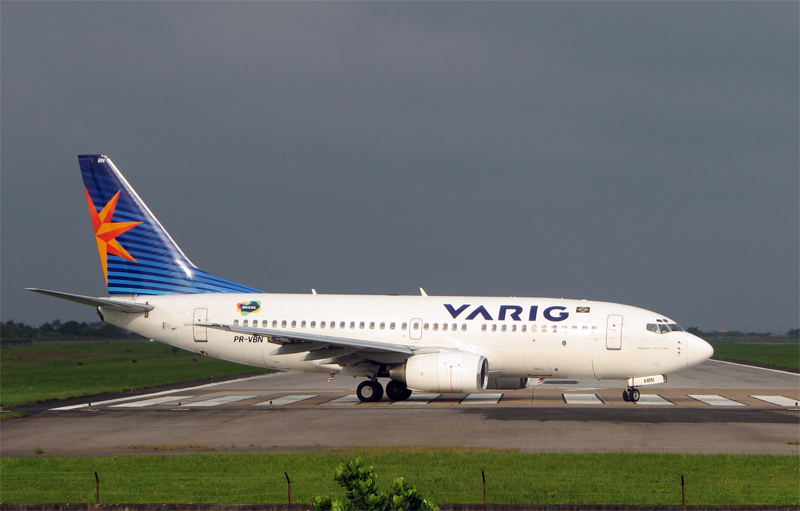
Varig - Cabeceira 7

| Ano  | Passageiros | Variação (%) | Ranking |
| ---- | ----------- | ------------ | ------- |
| 2024 | 2.155.553   | 1,67         | 22º     |
| 2023 | 2.192.220   | 14,79        | 21º     |
| 2022 | 1.909.750   | 40,26        | 22º     |
| 2021 | 1.361.562   | 51,10        | 22º     |
| 2020 | 901.077     | 52,24        | 21º     |
| 2019 | 1.886.594   | 1,57         | 22º     |
| 2018 | 1.857.522   | 21,88        | 22º     |
| 2017 | 1.524.114   | 8,04         | 24º     |
| 2016 | 1.410.677   | 1,01         | 25º     |
| 2015 | 1.425.110   | 9,88         | 26º     |
| 2014 | 1.296.911   | 13,54        | 26º     |
| 2013 | 1.142.224   | 3,19         | 27º     |
| 2012 | 1.179.921   | 7,01         | 27º     |
| 2011 | 1.102.631   | 35,14        | 27º     |
| 2010 | 815.917     | 49,64        | 27º     |
| 2009 | 545.254     | 51,01        | 29º     |
| 2008 | 361.073     | 9,00         | 35º     |
| 2007 | 396.784     | 10,86        | 32º     |
| 2006 | 445.141     | 6,44         | 30º     |
| 2005 | 475.800     | 30,85        | 28º     |
| 2004 | 363.609     | 25,96        | 27º     |
| 2003 | 288.671     | 12,42        | 27º     |
| 2002 | 329.623     | 9,65         | 28º     |
| 2001 | 364.844     | 11,82        | 28º     |
| 2000 | 413.733     | Estável      | 22º     |

Fonte: 